# Пошта (роман)
Пошта (енгл. Post Office) је роман који је написао Чарлс Буковски, издат 1971. године. Као што се за «Блудног сина» може рећи да је аутобиографија дјетињства Чарлса Буковског, тако се и за «Пошту» може рећи да је аутобиографија његових каснијих година. Без пребијене паре барска мушица Хенри Кинаски постаје замјеник поштара. Након тога постаје чиновник. Он опстаје кроз пиће и жене, у комбинацији са циничним погледом на свијет.
Први роман Чарлса Буковског је «посвећен никоме». Велика љубав његовог живота, Џејн Куни Бејкер («Бети» у «Пошти») је удовица, алкохоличарка, 11 година старија, и са великим пивским трбухом. Она је такође служила и као модел за Ванду, јунакињу из филма «Барска мушица» за који је Буковски написао сценарио. Пишчева прва супруга Барбара Фрај («Џојс») петрпила је физички деформитет – два пршљена њеног врата су нестала, дајући утисак да је стално слијегала раменима. Након нешто више од двије године брака касних педесетих година она је затражила развог наводећи као разлог «душевну окрутност». Она је у роману приказана као богата нимфоманка. 
Пошта је први аутобиографски роман Чарлса Буковског у којем је главни лик антихерој, Хенри Кинаски. То обухвата његов живот од 1952. и оставке у Поштама Сједињених Држава након три године службе, преко његовог повратка 1958. до коначне оставке 1969. Током овог периода Кинаски/Буковски ради као поштар неколико година. Након кратке паузе, током које се издржавао кладећи се на коњске трке, вратио се у пошту да ради као сортер.
Према «Рођен у овом», документарцу о животу Буковског, Black Sparrow Press, оснивача и власника Џона Мартина, нуди писцу 100 долара мјесечно за живот, под условом да престане радити у пошти и пише цијело вријеме. Он се сложио и «Пошту» је написао за мјесец дана. «Пошта» је пишчев први налет у писању романа. Сва његова ранија дјела у била поезија. Мартин се плашио да Буковски неће моћи да направи прелазак на прозу, али су његови страхови били неосновани јер писац није имао проблема са писањем приче о свом животу.